# Lijst van nummer 1-albums in de LP Top 50/Top 75 1985
Onderstaande albums stonden in 1985 op nummer 1 in de LP Top 50 en (vanaf 6 april) de LP Top 75, de voorlopers van de Media Markt Album Top 40. De lijst werd samengesteld door de Stichting Nederlandse Top 40.
| Nummer | Datum        | Artiest                   | Titel                         | Opmerking                 |
| ------ | ------------ | ------------------------- | ----------------------------- | ------------------------- |
| 158    | 5 januari    | Wham!                     | Make it big                   |                           |
|        | 12 januari   | Wham!                     | Make it big                   |                           |
|        | 19 januari   | Wham!                     | Make it big                   |                           |
|        | 26 januari   | Wham!                     | Make it big                   |                           |
| 156    | 2 februari   | Sade                      | Diamond life                  |                           |
|        | 9 februari   | Sade                      | Diamond life                  |                           |
|        | 16 februari  | Sade                      | Diamond life                  |                           |
|        | 23 februari  | Sade                      | Diamond life                  |                           |
|        | 2 maart      | Sade                      | Diamond life                  |                           |
|        | 9 maart      | Sade                      | Diamond life                  |                           |
| 159    | 16 maart     | Phil Collins              | No jacket required            |                           |
|        | 23 maart     | Phil Collins              | No jacket required            |                           |
|        | 30 maart     | Phil Collins              | No jacket required            |                           |
|        | 6 april      | Phil Collins              | No jacket required            |                           |
|        | 13 april     | Phil Collins              | No jacket required            |                           |
|        | 20 april     | Phil Collins              | No jacket required            |                           |
|        | 27 april     | Phil Collins              | No jacket required            |                           |
|        | 4 mei        | Phil Collins              | No jacket required            |                           |
|        | 11 mei       | Phil Collins              | No jacket required            |                           |
|        | 18 mei       | Phil Collins              | No jacket required            |                           |
| 160    | 25 mei       | Bruce Springsteen         | Born in the U.S.A.            |                           |
|        | 1 juni       | Bruce Springsteen         | Born in the U.S.A.            |                           |
|        | 8 juni       | Bruce Springsteen         | Born in the U.S.A.            |                           |
|        | 15 juni      | Bruce Springsteen         | Born in the U.S.A.            |                           |
|        | 22 juni      | Bruce Springsteen         | Born in the U.S.A.            |                           |
|        | 29 juni      | Bruce Springsteen         | Born in the U.S.A.            |                           |
|        | 6 juli       | Bruce Springsteen         | Born in the U.S.A.            |                           |
|        | 13 juli      | Bruce Springsteen         | Born in the U.S.A.            |                           |
|        | 20 juli      | Bruce Springsteen         | Born in the U.S.A.            |                           |
|        | 27 juli      | Bruce Springsteen         | Born in the U.S.A.            |                           |
|        | 3 augustus   | Bruce Springsteen         | Born in the U.S.A.            |                           |
|        | 10 augustus  | Bruce Springsteen         | Born in the U.S.A.            |                           |
|        | 17 augustus  | Bruce Springsteen         | Born in the U.S.A.            |                           |
|        | 24 augustus  | Bruce Springsteen         | Born in the U.S.A.            |                           |
|        | 31 augustus  | Bruce Springsteen         | Born in the U.S.A.            |                           |
| 161    | 7 september  | Sting                     | The dream of the blue turtles |                           |
|        | 14 september | Sting                     | The dream of the blue turtles |                           |
| 162    | 21 september | Madonna                   | Like a virgin                 |                           |
|        | 28 september | Madonna                   | Like a virgin                 |                           |
|        | 5 oktober    | Madonna                   | Like a virgin                 |                           |
| 161    | 12 oktober   | Sting                     | The dream of the blue turtles |                           |
|        | 19 oktober   | Sting                     | The dream of the blue turtles |                           |
|        | 26 oktober   | Sting                     | The dream of the blue turtles |                           |
|        | 2 november   | Sting                     | The dream of the blue turtles |                           |
| 163    | 9 november   | Diverse artiesten         | Music gala of the year        | Verzamelalbum             |
|        | 16 november  | Diverse artiesten         | Music gala of the year        | Verzamelalbum             |
| 164    | 23 november  | Simple Minds              | Once upon a time              |                           |
|        | 30 november  | Simple Minds              | Once upon a time              |                           |
| 165    | 7 december   | Sade                      | Promise                       |                           |
|        | 14 december  | Sade                      | Promise                       |                           |
|        | 21 december  | Sade                      | Promise                       |                           |
|        | 28 december  | geen LP Top 75 verschenen | geen LP Top 75 verschenen     | geen LP Top 75 verschenen |

Lijsten van nummer 1-albums in de Nederlandse Album Top 100

1969 ·
1970 ·
1971 ·
1972 ·
1973 ·
1974 ·
1975 ·
1976 ·
1977 ·
1978 ·
1979 ·
1980 ·
1981 ·
1982 ·
1983 ·
1984 ·
1985 ·
1986 ·
1987 ·
1988 ·
1989 ·
1990 ·
1991 ·
1992 ·
1993 ·
1994 ·
1995 ·
1996 ·
1997 ·
1998 ·
1999 ·
2000 ·
2001 ·
2002 ·
2003 ·
2004 ·
2005 ·
2006 ·
2007 ·
2008 ·
2009 ·
2010 ·
2011 ·
2012 ·
2013 ·
2014 ·
2015 ·
2016 ·
2017 ·
2018 ·
2019 ·
2020 ·
2021 ·
2022 ·
2023 ·
2024 ·
2025

Lijsten van nummer 1-albums van de Stichting Nederlandse Top 40

1969 ·
1970 ·
1971 ·
1972 ·
1973 ·
1974 ·
1975 ·
1976 ·
1977 ·
1978 ·
1979 ·
1980 ·
1981 ·
1982 ·
1983 ·
1984 ·
1985 ·
1986 ·
1987 ·
1988 ·
1989 ·
1990 ·
1991 ·
1992 ·
1993 ·
1994 ·
1995 ·
1996 ·
1997 ·
1998 ·
1999 ·
2011 ·
2012 ·
2013 ·
2014 ·
2015
- Nederland
- Nederland (LP Top 50/75)